# Liste der Monuments of National Importance in Tripura
Die Liste der Monuments of National Importance in Tripura wird vom Archaeological Survey of India (ASI), einer Abteilung des indischen Kulturministeriums, geführt und umfasst zurzeit 8 verschiedene Kulturgüter.
| Nr. | Objekt (dt. Übersetzung/Umschreibung)                                                                                                  | Distrikt      | Bild |
| --- | --- | ------------- | ---- |
| 1   | Sculptures and rock reliefs of Unakoti Tirtha, Unakuti Range (Skulpturen und Felsreliefs von Unakoti Tirtha, Unakuti Range)            | North Tripura |      |
| 2   | Ancient Remains, Baxanagar (Alte Ruinen, Baxanagar)                                                                                    | West Tripura  |      |
| 3   | Gunavati Group of Temples, Radha Kishorpur (Gunavati Tempelgruppe Radha Kishorpur)                                                     | South Tripura |      |
| 4   | Temple of Chaturdasa Devata, Radha Kishorpur (Tempel von Chaturdasa Devata, Radha Kishorpur)                                           | South Tripura |      |
| 5   | Bhubaneswari Temple, Rajnagar (Bhubaneswari-Tempel, Rajnagar)                                                                          | South Tripura |      |
| 6   | Thakurani Tilla, Paschim Pillak (Thakurani Tilla, Paschim Pillak)                                                                      | South Tripura |      |
| 7   | Ancient Mound called Shyamsundar Ashram Tilla, Baikhora Jolaibari (Alter Erdhügel namens Shyamsundar Ashram Tilla, Baikhora Jolaibari) | South Tripura |      |
| 8   | Ancient Mound known Puja Khola, Paschim Pillak (Alter Erdhügel bekannt als Puja Khola, Paschim Pillak)                                 | South Tripura |      |